# Yadé-Massiv
Das Yadé-Massiv oder Hochland von Jade (französisch Massiv de Yadé) ist der östlichste Teil des Hochlandes von Adamaua; es besteht aus einem ausgedehnten Hochland mit einzelnen Inselbergen, die sich um wenige Hundert Meter über dem Plateau erheben. Es erstreckt sich vom Nordwesten der Zentralafrikanischen Republik nach Westen bis in den Osten von Kamerun. Der höchste Berg des Massivs ist mit etwas über 1400 m Höhe der Mont Ngaoui, der auf der Grenze der beiden Länder liegt und außerdem der höchste Berg der Zentralafrikanischen Republik ist.

## Name
Der Name Massif de Yadé wurde 1909 vom französischen Kommandanten Lenfant geprägt. Yadé war der Name eines Dorfes, das 12 km südwestlich von Bocaranga lag und von Lenfant als Zentrum des Massivs betrachtet wurde.

## Geologie
Das Yadé-Massiv besteht aus Graniten und wird von Störungen eingerahmt. Die wichtigsten Störungen, der Graben von Bozoum im Südosten und die Gräben von Mbéré und Djérem im Westen, streichen in etwa Westsüdwest-Ostnordost. Letztere stellen die Westgrenze und damit die Abgrenzung zum Hochland von Adamaua im engeren Sinne dar. Den Gräben folgen mylonitische Gänge sowie konjugierte Störungen.

## Hydrographie
Im Yadé-Massiv liegt der Wasserscheidepunkt zwischen drei Flusssystemen. In ihm entspringen die Flüsse Logone und Ouham, die zum abflusslosen Tschadbecken gehören; die Flüsse Sangha, Nana und Lobaye, die Teil des Kongobeckens sind und die Flüsse Lom und Djérem, die zusammen den Sanaga bilden und direkt nach Westen in den Atlantik fließen.